# Mikael Sigvardsson
Mikael Sigvardsson, född 1965 i Emmaboda, är en svensk forskare. Han är, sedan 2014, professor i medicinsk molekylärbiologi vid Lunds universitet. 

Sigvardsson blev medicine doktor i immunologi vid Lunds universitet 1995, var sedan gästforskare vid University of California i San Francisco 1995–1997 och forskarassistent vid Lunds universitet 1998–2003. Där blev han docent 1999 och professor i utvecklingsbiologi 2005. Mellan 2006 och 2014 var han professor i medicinsk molekylärbiologi vid Linköpings universitet.
Sigvardssons forskning handlar om hur kroppens celler kan fylla olika funktioner trots att de innehåller samma genetiska information. Han fokuserar i första hand på hur stamceller i benmärgen utvecklas till mogna celler med olika uppgifter som att transportera syre, hindra blödningar och försvara oss mot infektionssjukdomar. Förhoppningen är att kunna förbättra förutsättningarna för att bota allvarliga blodsjukdomar som leukemi och bristande immunförsvar.